# Dianthus monadelphus
Dianthus monadelphus là loài thực vật có hoa thuộc họ Cẩm chướng. Loài này được Vent. mô tả khoa học đầu tiên năm 1807.